# هاینکل هادی ۲۸

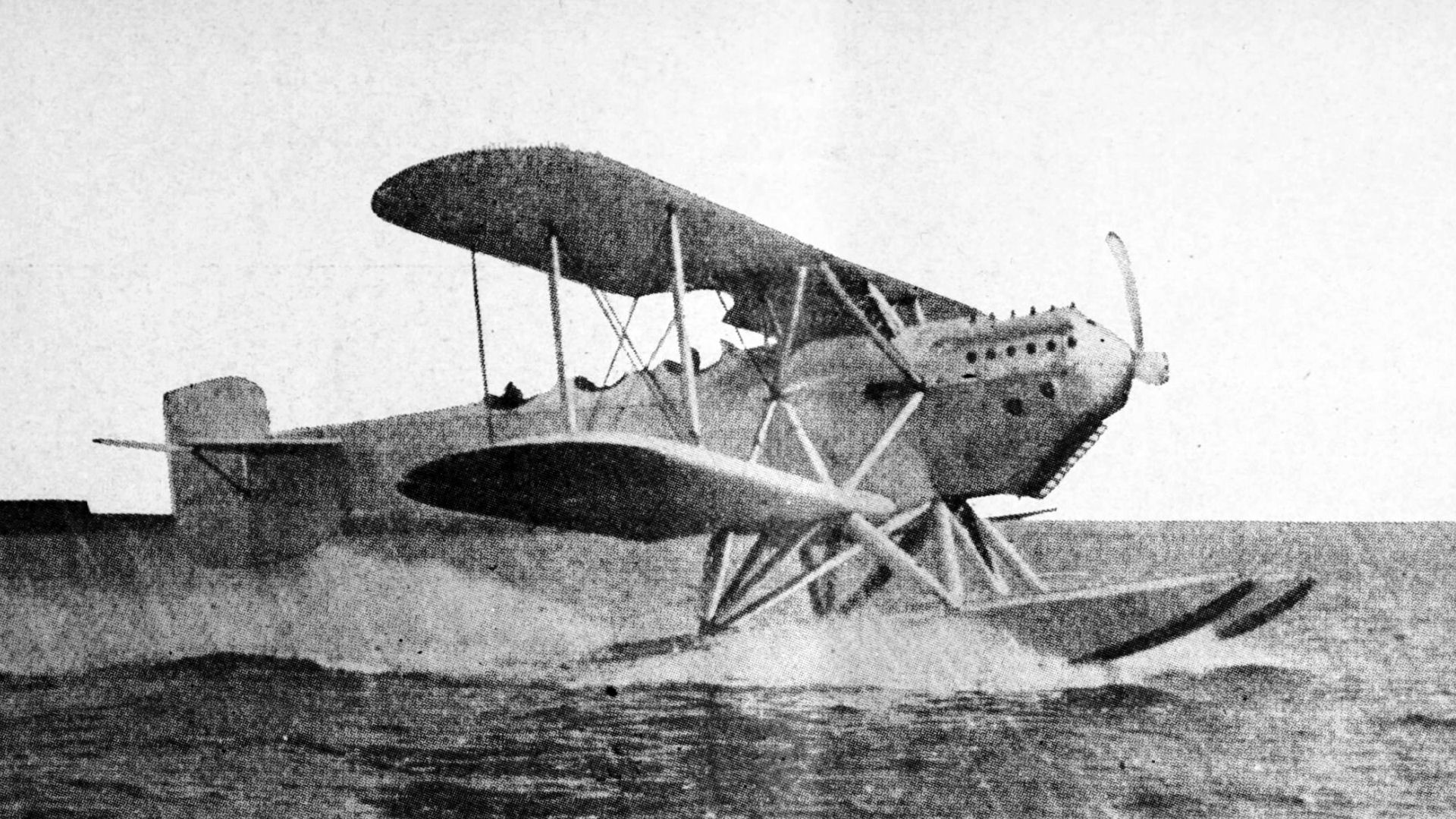
هینکل اچ‌دی-۲۸

هینکل اچ‌دی-۲۸ (به انگلیسی: Heinkel_HD_28) یک هواگرد ملخ‌پیشین تک‌موتوره از نوع شناسایی دریایی ساخت شرکت هاینکل است. هواگرد هینکل اچ‌دی-۲۸ نخستین پروازش را در ۱۹۲۶ میلادی انجام داد. در مجموع، تعداد ۱ فروند از این هواگرد ساخته شده‌است.